# Bornumer Straße (Hannover)
Die Bornumer Straße ist eine jahrhundertealte Verbindungsstraße im Südwesten von Hannover.  Sie verbindet die Bundesstraßen B6, B65 und B217 halbkreisförmig, überquert die Güterumgehungsbahn und teilt den namensgebenden Stadtteil Bornum in einen westlichen Teil mit Wohngebieten und einen östlichen Teil mit Gewerbe.

## Geschichte
Die Bornumer Straße liegt im Verlauf eines alten Weges vom ehemaligen Dorf Linden bis zu der Ortschaft Bornum.
1889 erhielt die Bornumer Straße ihren heutigen Namen. Sie entsprach von Deisterstraße bis Bornum schon damals weitgehend dem aktuellen Verlauf, endete jedoch zunächst im Bereich der heutigen Straße An der Feldmark in Bornum; die Kreuzung mit der Bahnstrecke war anfänglich ein höhengleicher Bahnübergang. In der Karte der Stadt und Feldmark Linden, 1892, ist sie dann als Bornumer Straße bezeichnet, ähnlich wie auf dem Pharus-Plan von 1907. Dort hatte sich die Egestorffsche Zündhütchenfabrik 1861 als einer der ersten Gewerbebetriebe angesiedelt.
Zur Zeit der Weimarer Republik strahlte ab Ende 1924 der NORAG-Nebensender Hannover aus dem Festsaal der Hanomag in der Bornumer Straße seine ersten Radiosendungen aus.
1969 wurde der vierstreifige Ausbau mit Brücke über die Bahnlinie eingeweiht. Zusammen mit dem Ausbau der Kaisergabel konnte damit die im Zuge der Chaussee von Hameln, der heutigen Straßen Hanomagstraße und Am Tönniesberg, aufeinanderfolgenden Bahnbrücken entfallen und damit auch die Spaltung des Betriebsgeländes der Hanomag durch diese vielbefahrene Straße reduziert werden.

## Verlauf
Die Straße ist etwa 3,5 Kilometer lang und durchgängig vierstreifig. Sie verbindet die Bundesstraßen B6, B65 und B217. Sie beginnt nördlich am Deisterplatz in Linden-Süd und führt nach Bornum und Mühlenberg, dort mündet sie in der Kreuzung mit der B217. Die Straße führt als Brücke über die Gleise des Bahnhofs Hannover-Linden. Je nach Abschnitt beträgt das Tempolimit 50 oder 70 km/h.
Neben der Verbindung der genannten Bundesstraßen dient die Bornumer Straße auch als Zufahrt zu den Gewerbegebieten nördlich der Güterbahn (z. B. Komatsu (Baumaschinenhersteller, ehemals Hanomag), Hornbach, OBI) und südlich der Bahn (z. B. Großmarkt, Harry-Brot, Mercedes-Benz Logistik).

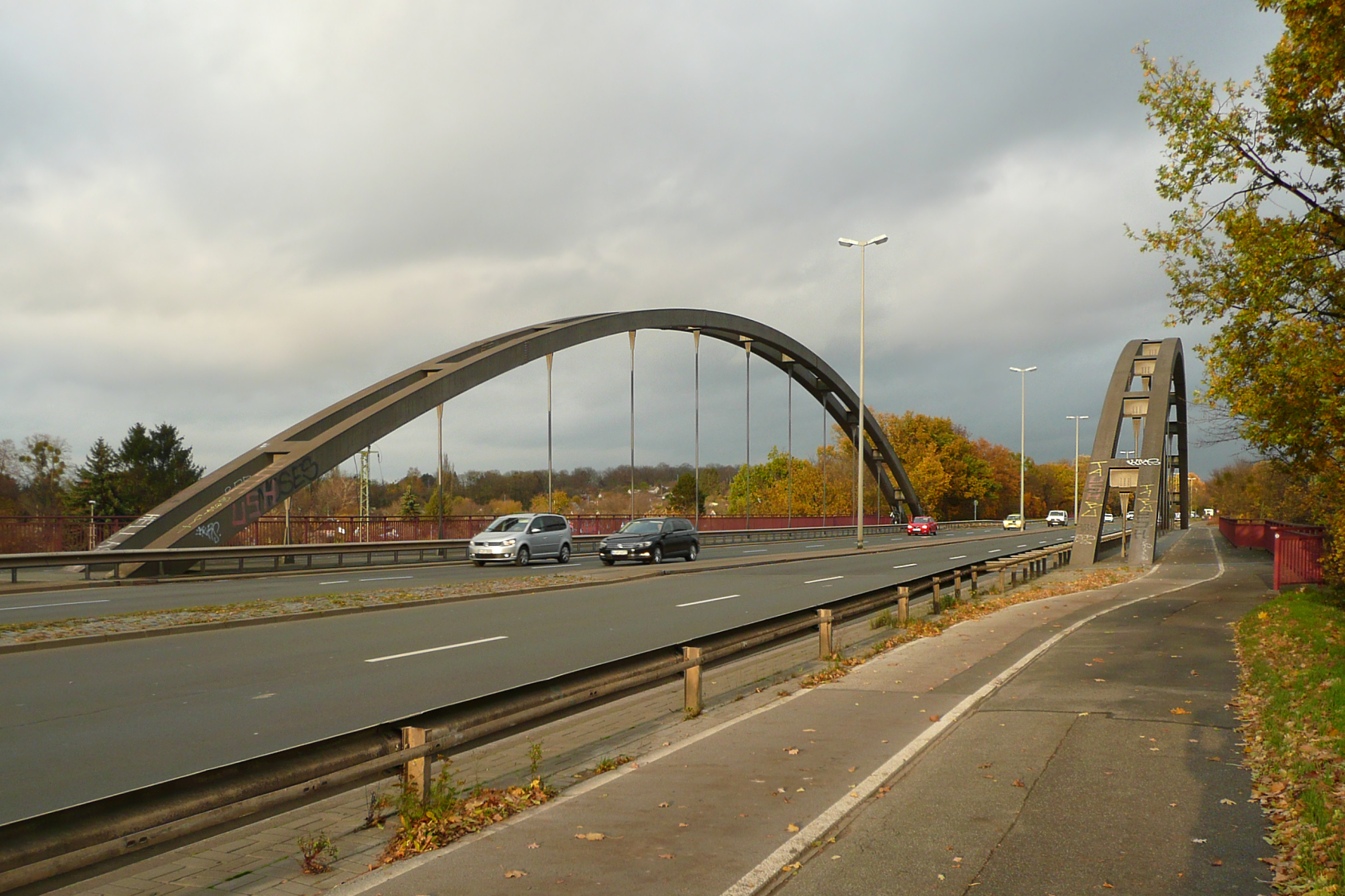
Bornumer Straße auf der Brücke über die Güterumgehungsbahn nahe dem Bahnhof Hannover-Linden
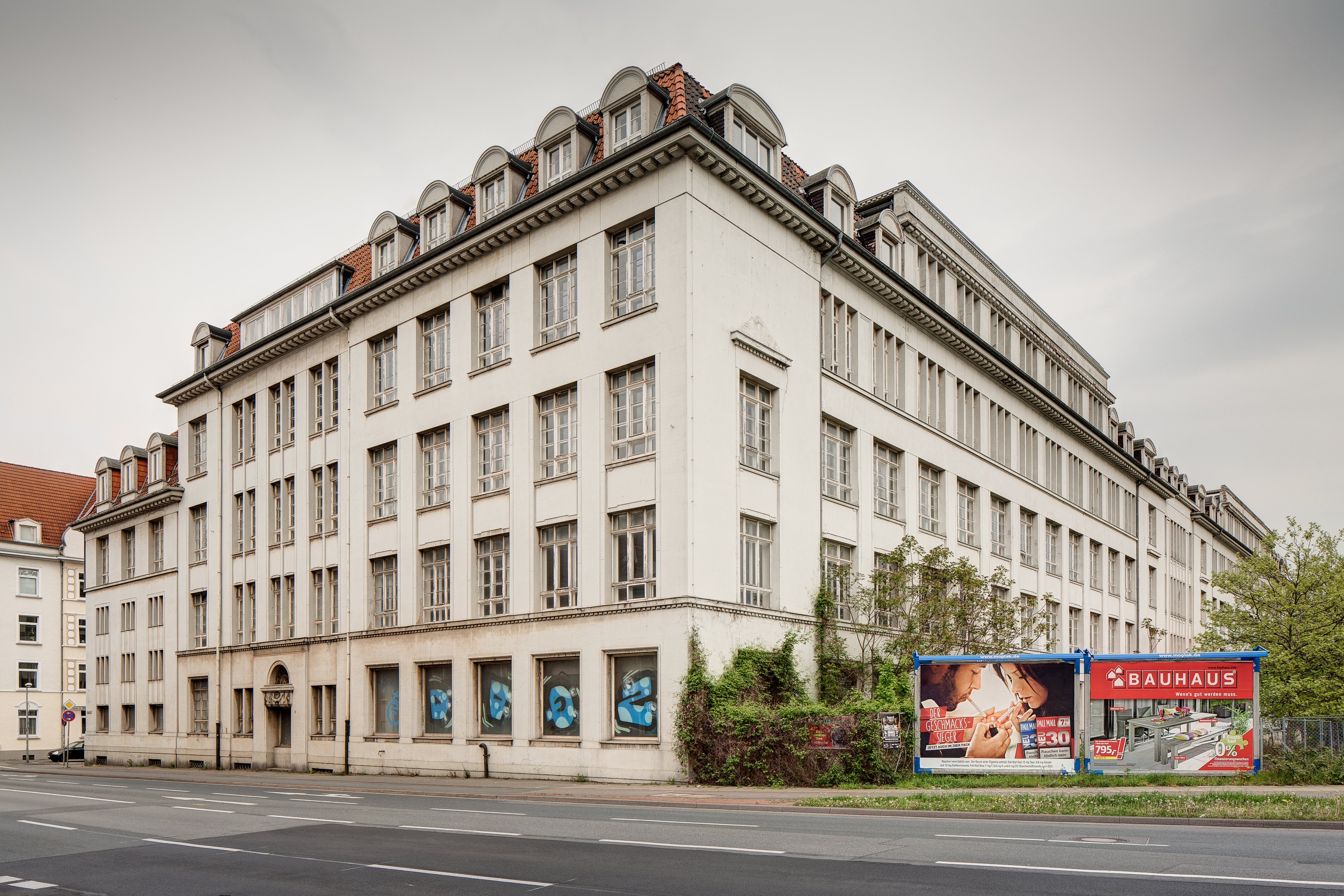
Der ehemalige Neubau der Hanomag-Verwaltung an der Bornumer Straße in Linden-Süd war ab 1924 der erste Sitz des NORAG-Nebensenders Hannover
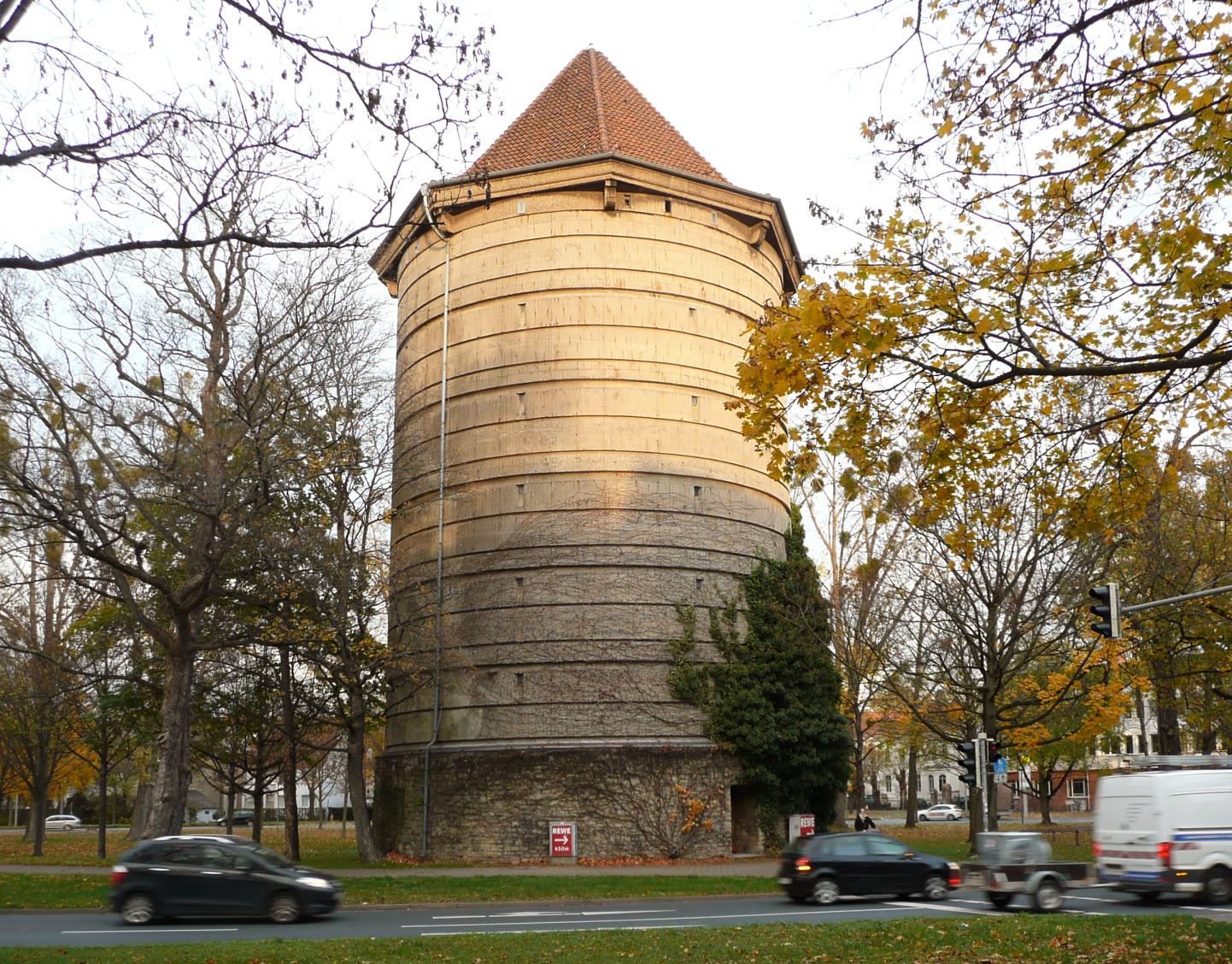
Blick aus Richtung der Bornumer Straße auf den Deisterplatz mit dem Bunker am Deisterplatz